# Marlenka
Marlenka je značka medovo-karamelového dortu, vyráběný od roku 2003 v Česku. Výrobek má být podle výrobce založen na arménské receptuře, ale medovník je znám i v jiných zemích, a podle různých zdrojů je mu připisován také ruský nebo gruzínský původ.

## Historie a současnost

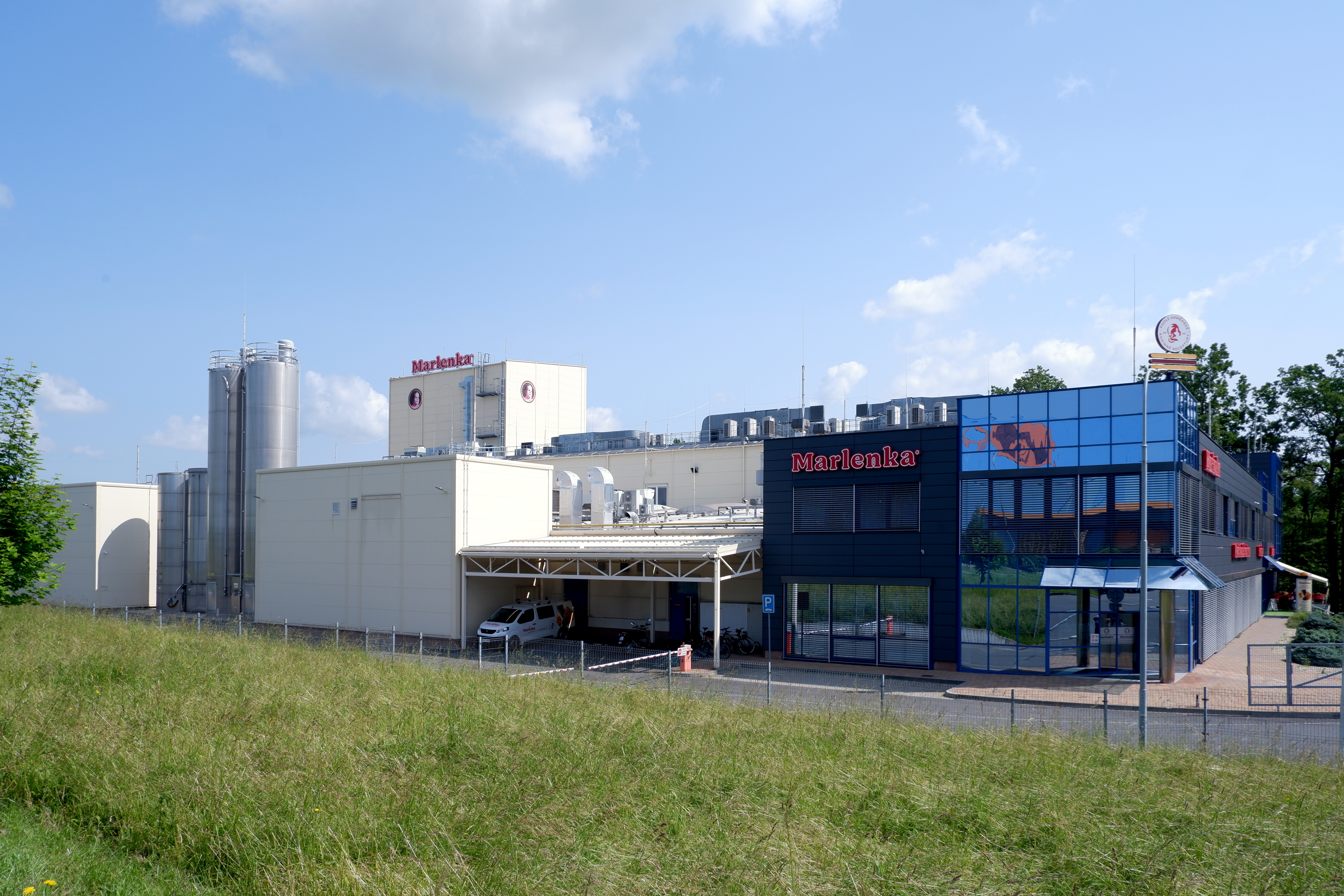
Továrna ve Frýdku-Místku

Marlenku začal vyrábět rodilý Armén Gevorg Avetisjan, který v roce 1995 kvůli karabašské válce přesídlil do České republiky. Kvůli finanční nouzi začal v roce 2002 péct dorty podle tradiční rodinné receptury a prodávat je do místních kaváren ve Frýdku-Místku a Ostravě. V návaznosti na první drobné úspěchy rozjel v roce 2003 ve Frýdku-Místku sériovou výrobu, přičemž dort pojmenoval po své matce a dceři. Posléze se začaly vyrábět i další související produkty – medové kuličky, rolády, snacky, napoleonky nebo další arménský zákusek pachlava. Během let se vyskytly případy produkce různých napodobenin dortu; jedním z výrobců byl i německý koncern Dr. Oetker.
Marlenka neobsahuje žádné konzervanty a její doba trvanlivosti při pokojové teplotě je 90 dní. V současnosti (2023) se ročně vyrábí 2,5 milionu dortů a 8 milionů souvisejících produktů, které se vyvážejí do 52 zemí (exportuje se 70 procent dortů, k nejsilnějším trhům patří Slovensko, Saúdská Arábie, Izrael, Turecko a Maďarsko). V továrně pracuje přibližně 300 zaměstnanců, celkové tržby firmy Marlenka International dosáhly 590 milionů a její EBITDA představuje 190 milionů korun (2018). Výroba produktů je již plně automatizovaná a probíhá na dvou zcela automatických linkách. Společnost provozuje také zákaznické centrum, kde lze výrobu dortu sledovat naživo.